# Kỷ Devon
| Kỷ Devon                                              |                                                                          |
| Nồng độ O 2 trung bình trong khí quyển giai đoạn này  | Khoảng 15 Vol % (75 % so với giá trị hiện tại)                           |
| Nồng độ CO 2 trung bình trong khí quyển giai đoạn này | Khoảng 2200 ppm (8 lần giá trị tiền công nghiệp)                         |
| Nhiệt độ bề mặt nước biển trong giai đoạn này         | Khoảng 20 °C (6 °C trên mức hiện đại)                                    |
| Mực nước biển (cao hơn ngày nay)                      | Tương đối ổn định trong khoảng 189m, giảm dần xuống 120m qua các thời kỳ |
| Bản mẫu:Devonian graphical timeline                   |                                                                          |

Kỷ Devon (kỷ Đề-vôn hay kỷ Đê-vôn) là một kỷ địa chất trong đại Cổ Sinh. Nó được đặt theo tên gọi của khu vực Devon, Anh, là nơi mà các loại đá thuộc kỷ này được nghiên cứu lần đầu tiên.
Trong kỷ Devon thì những loài cá đã tiến hóa để có chân đã xuất hiện lần đầu tiên và bắt đầu việc đi lại trên mặt đất như là động vật bốn chân (Tetrapoda). Những động vật Chân khớp (Arthropoda) như côn trùng và nhện cũng bắt đầu chiếm lĩnh môi trường sống trên đất liền. Những loài thực vật hạt trần đầu tiên cũng lan truyền trên các vùng đất khô, tạo thành các cánh rừng lớn. Trong lòng đại dương, cá đã đa dạng hóa thành những loài cá mập và các loài cá vây thùy (Sarcopterygii) và cá xương. Những loài động vật thân mềm như cúc (Ammonita) cũng đã xuất hiện, còn bọ ba thùy (Trilobita) và những động vật tay cuộn (Brachiopoda) tương tự như động vật thân mềm và các đá san hô ngầm lớn vẫn là phổ biến. Sự kiện tuyệt chủng Hậu Devon đã ảnh hưởng nghiêm trọng tới các sinh vật biển. Về mặt cổ địa lý học thì siêu lục địa Gondwana thống trị ở phía nam, trong khi lục địa Siberia ở phía bắc và một siêu lục địa nhỏ mới hình thành với tên gọi là Euramerica (Âu-Mỹ) ở đoạn giữa.

## Tên gọi
Kỷ này được đặt tên theo tên gọi của Devon, Anh là khu vực mà các phần lộ thiên của đá thuộc kỷ này là phổ biến. Trong khi các tầng đá xác định sự bắt đầu và kết thúc của kỷ này đã được xác định khá rõ thì niên đại chính xác vẫn chưa chắc chắn. Theo ICS (2004), thì kỷ Devon kéo dài từ khi kết thúc kỷ Silur vào khoảng 416,0 ± 2,8 triệu năm trước (Ma), cho đến khi bắt đầu kỷ Than Đá, khoảng 359,2 ± 2,5 Ma (tại Bắc Mỹ là sự bắt đầu của thế Mississippi trong kỷ Than Đá) (nguồn: ICS, 2004).
Kỷ Devon còn được gọi là Thời đại Cá, nhưng thuật ngữ này không được ưa chuộng. Trong khi cá đã có sự phân nhánh mạnh thì nó chỉ là một trong số vài mốc đánh dấu tiến hóa chính trong kỷ này và các dạng sự sống khác là phổ biến hơn.
Kỷ Devon cũng được gọi một cách sai lầm là Thời đại nhà kính, do sự thiên lệch trong lấy mẫu: phần lớn các phát hiện thuộc niên đại Tiền Devon đến từ các địa tầng thuộc Tây Âu và miền đông Bắc Mỹ, trong khi vào thời gian đó chúng đang nằm ở khu vực xung quanh đường xích đạo như là một phần của siêu lục địa Euramerica, khu vực mà các dấu hiệu hóa thạch của đá san hô ngầm phổ biến rộng chỉ ra kiểu khí hậu nhiệt đới ấm nóng và tương đối ẩm.
Trong các văn bản thế kỷ 19 thì kỷ Devon được gọi là Thời đại Đỏ cổ, theo các trầm tích đất liền có màu đỏ và nâu, được biết đến tại Vương quốc Anh như là "Old red sandstone" (sa thạch đỏ cổ) mà trong đó các phát hiện đầu tiên đã được tìm thấy.

## Phân chia
| Hệ/ Kỷ                                | Thống/ Thế   | Bậc/ Kỳ                          | Tuổi (Ma) | Tuổi (Ma) |
| ------------------------------------- | ------------ | -------------------------------- | --------- | --------- |
| Than Đá                               | Mississippi  | Tournai                          | trẻ hơn   | trẻ hơn   |
| Devon                                 | Thượng/ Muộn | Famenne                          | 358.9     | 372.2     |
| Devon                                 | Thượng/ Muộn | Frasne                           | 372.2     | 382.7     |
| Devon                                 | Giữa         | Givet                            | 382.7     | 387.7     |
| Devon                                 | Giữa         | Eifel                            | 387.7     | 393.3     |
| Devon                                 | Hạ/ Sớm      | Ems                              | 393.3     | 407.6     |
| Devon                                 | Hạ/ Sớm      | Praha                            | 407.6     | 410.8     |
| Devon                                 | Hạ/ Sớm      | Lochkov                          | 410.8     | 419.2     |
| Silur                                 | Pridoli      | không xác định tầng động vật nào | già hơn   | già hơn   |
| Phân chia kỷ Devon theo ICS năm 2017. |              |                                  |           |           |

Kỷ Devon thường được chia thành các phân kỷ (thế) Tiền, Trung và Hậu Devon. Các tầng đá tương ứng với các phân kỷ này được gọi là các phần Hạ, Trung và Thượng Devon. Các tầng động vật từ trẻ nhất đến già nhất là:
- Devon muộn
  - Famenne (Chautauquan, Canadaway, Conneaut, Conneautan, Conewango, Conewangan)
  - Frasne (Senecan, Sonyea, Sonyean, West Falls)
- Devon giữa
  - Givet (Erian, Senecan, Tioughniogan, Tioughnioga, Taghanic, Taghanican, Genesee, Geneseean)
  - Eifel (Southwood)
- Devon sớm
  - Ems (Sawkill, Deer Park)
  - Praha (Siegenian)
  - Lochkov (Gedinnian/Helderbergian)

Các tầng đá kỷ Devon là nơi chứa các mỏ dầu và hơi đốt tại một vài khu vực.

## Cổ địa lý học

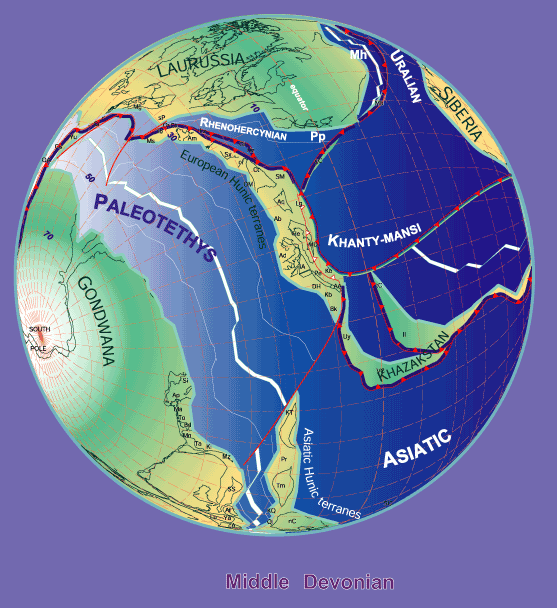
Đại dương Tethys mở ra vào kỷ Devon

Kỷ Devon là thời kỳ mà các hoạt động kiến tạo mảng lớn diễn ra, do các vùng đất của Laurasia và Gondwana đang xích lại gần nhau. Lục địa Euramerica (hay Laurussia) đã được tạo ra vào đầu kỷ Devon do va chạm của Laurentia và Baltica, đã xoay vào khu vực khô tự nhiên dọc theo Nam chí tuyến, được hình thành phần lớn trong thời gian của đại Cổ Sinh cũng giống như ngày nay do sự hội tụ của hai luồng không khí lớn là hoàn lưu Hadley và hoàn lưu Ferrel. Trong các khu vực có khí hậu cận sa mạc này, các tầng đá cát trầm tích màu đỏ và cổ này đã được hình thành, màu đỏ là do sự oxy hóa của sắt (hematit), đặc trưng cho các điều kiện khí hậu khô cằn.
Gần đường xích đạo, Pangaea bắt đầu được hợp nhất từ các mảng kiến tạo chứa Bắc Mỹ và châu Âu, tiếp tục nâng cao dãy núi Appalaches ở phía bắc và hình thành kiến tạo sơn Caledonia tại khu vực thuộc Vương quốc Anh và Scandinavia ngày nay. Ngược lại, bờ biển phía tây của Bắc Mỹ thuộc kỷ Devon là các bờ rìa thụ động với các vũng vịnh nhỏ và sâu, chứa đầy bùn, các vùng châu thổ và cửa sông, thuộc Idaho và Nevada ngày nay; một vòng cung đảo núi lửa cận kề đã đến gần các sườn dốc đứng của thềm lục địa vào cuối kỷ Devon và bắt đầu nâng các trầm tích vùng nước sâu lên, một sự va chạm mở đầu cho sự tạo núi trong thời gian của thế Mississippi và được gọi là kiến tạo sơn Antler  Lưu trữ ngày 21 tháng 12 năm 2007 tại Wayback Machine.
Các lục địa phía nam vẫn nằm sát nhau trong một siêu lục địa tên là Gondwana. Các phần còn lại của đại lục Á-Âu (Eurasia) ngày nay nằm ở Bắc bán cầu. Mực nước biển là cao trên khắp thế giới và phần lớn các vùng đất nằm dưới mặt nước tạo thành các biển nông, tại đó các loại sinh vật như san hô tạo đá ngầm vùng nhiệt đới sinh sống.
Đại dương Panthalassa vẫn bao phủ phần lớn bề mặt Trái Đất. Các đại dương và biển nhỏ khác là Paleo-Tethys, Proto-Tethys, Rheic và Ural (bị khép lại do va chạm của Siberia và Baltica trong kỷ Than Đá để tạo ra dãy núi Ural).

## Sinh vật

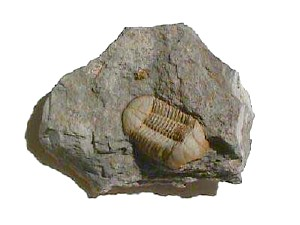
Hóa thạch của bọ ba thùy Ductina vietnamica thuộc kỷ Devon ở Trung Quốc

### Sinh vật biển
Mực nước biển trong kỷ Devon là khá cao. Hệ động vật biển vẫn chủ yếu là động vật hình rêu (Bryozoa), các loài động vật tay cuộn (Brachiopoda) đa dạng và đông đảo cùng san hô. Các động vật thuộc lớp Huệ biển (Crinoidea, ngành Da gai -Echinodermata) là phổ biến, và bọ ba thùy (Trilobita) vẫn còn khá phổ biến, nhưng ít đa dạng hơn so với thời gian trước đó. Vào giữa kỷ Devon thì bên cạnh các loài cá không hàm thuộc lớp Ostracodermi đã xuất hiện những loài cá có quai hàm đầu tiên với lớp áo giáp bằng chất xương, thuộc lớp Placodermi, cũng như những loài cá mập đầu tiên và cá vây tia. Những loài cá mập đầu tiên (nhóm Cladoselache) này, đã xuất hiện trong lòng đại dương vào thời gian của kỷ Devon. Chúng nhanh chóng trở nên đa dạng và phổ biến. Vào cuối kỷ Devon thì cá vây thùy cũng đã xuất hiện, tạo tiền đề cho các loài động vật bốn chân đầu tiên.

#### Đá ngầm san hô
Một dải san hô đá ngầm lớn, hiện nay sót lại ở khu vực thung lũng Kimberley cao và khô thuộc miền tây bắc Australia, đã từng kéo dài hàng nghìn kilômét, diềm quanh lục địa kỷ Devon. Các loại đá ngầm này nói chung được tạo ra từ các loại sinh vật tiết cacbonat khác nhau, có khả năng tạo thành các mảng chắn sóng gần với mặt biển. Những sinh vật chính trong việc tạo đá ngầm kỷ Devon không giống như các loại sinh vật tạo đá ngầm ngày nay (chủ yếu là san hô và các loại tảo chứa calci). Chúng bao gồm các loại tảo chứa calci, sinh vật nhóm Stromatopore giống như san hô và các loại san hô thuộc các bộ Tabulata cùng Rugosa, theo trật tự này của tầm quan trọng.

### Sinh vật đất liền
Vào kỷ Devon, sự sống đang trên đường chiếm lĩnh mặt đất. Các tấm thảm vi khuẩn và tảo theo các loài thực vật nguyên thủy lên đất liền đã tạo ra những loại đất đầu tiên có thể nhận biết được và làm nơi ẩn nấp cho một số loài động vật chân khớp như ve, bét, bò cạp và động vật nhiều chân. Các loài thực vật đất liền đầu tiên của kỷ Devon không có rễ hoặc lá như các loài thực vật phổ biến ngày nay, và nhiều loài không có các mô mạch. Chúng có lẽ đã loang rộng chủ yếu là bằng sự phát triển sinh dưỡng (các thân bò chẳng hạn), và không mọc cao hơn vài xentimét.
Vào cuối kỷ Devon, các cánh rừng của các loài thực vật nhỏ nguyên thủy đã tồn tại: Các loài thông đất, thạch tùng (ngành Lycopodiophyta), Sphenophyta, dương xỉ và tiền-thực vật hạt trần cũng đã tiến hóa. Phần lớn các loài này đã có rễ và lá thực sự, nhiều loài có thân khá cao. Nhóm tổ tiên của dương xỉ (Archaeopteris) có thân giống như cây thân gỗ, đã mọc và lớn như một loại cây thân gỗ lớn với gỗ thực sự. Đây là những loài cây thân gỗ cổ nhất của các cánh rừng đầu tiên trên thế giới. Cuối kỷ Devon thì những loài thực vật tạo hạt đầu tiên cũng đã xuất hiện. Sự xuất hiện nhanh chóng của nhiều nhóm thực vật và các dạng sinh trưởng được gọi là "Sự bùng nổ kỷ Devon". 
Các loài động vật chân khớp nguyên thủy đã cùng tiến hóa với cấu trúc thực vật đất liền đa dạng này. Sự cùng phụ thuộc tiến hóa của côn trùng và thực vật có hạt, đặc trưng cho một thế giới hiện đại có thể nhận ra được, đã có nguồn gốc từ cuối kỷ Devon. Sự phát triển của các loại hình đất và các hệ thống rễ thực vật dường như đã dẫn tới các thay đổi trong tốc độ và kiểu mẫu của sự xói mòn cùng các trầm tích.
Quá trình 'màu lục hóa' Trái Đất đóng vai trò như một yếu tố làm giảm lượng dioxide cacbon và nồng độ của nó trong khí quyển đã giảm xuống. Điều này có thể đã làm cho khí hậu trở nên mát mẻ hơn và đã dẫn đến sự tuyệt chủng hàng loạt. Xem thêm Sự kiện tuyệt chủng Hậu Devon.
Trong kỷ Devon, cả động vật có xương sống lẫn động vật chân khớp đã thiết lập sự sống vững chắc trên đất liền.

### Nấm
Trong khi các loài nấm biển vẫn còn lại trong lòng đại dương và đa dạng thành các nhà tái sinh tự nhiên thì các loài nấm trên đất liền cũng là nguồn tái chế xác của các sinh vật trên đất liền, chúng phân hủy các loại động vật, thực vật chết. Ngoài ra, do có nhiều loài động và thực vật trên đất liền đã xuất hiện nên nấm cũng đã rất thịnh vượng.